# Luverne, Alabama
Luverne är administrativ huvudort i Crenshaw County i Alabama. Vid 2020 års folkräkning hade Luverne 2 765 invånare.